# 3-as busz (Nyíregyháza)
A nyíregyházi 3-as jelzésű autóbusz az Autóbusz-állomás és Rozsrétszőlő között közlekedik. Állomásainak száma mindkét irányba 16 db. A vonalat a Volánbusz üzemelteti.

## Útvonal
Rozsrétszőlő felé:
Autóbuszállomás - Szabolcs utca - Országzászló tér - Szarvas u. 13. - Kígyó u. - Szarvas u. 76. - Móricz Zs. u. 4. - Tigáz - Ipartelepi elág. - Palánta u. - Lejtő u. - Szabadság u. - Tulipán u. - Rozsrét - Fenyő u. 43. - Rozsrét aut. ford.
Autóbuszállomás felé:
Rozsrét aut. ford. - Fenyő u. 43. - Rozsrét - Tulipán u. - Szabadság u. - Lejtő u. - Palánta u. - Ipartelepi elág. - Tigáz - Móricz Zs. u. 4. - Szarvas u. 76. - Kígyó u. - Szarvas u. 13. - Országzászló tér - Szabolcs u. - Autóbuszállomás